# گولیوو (استان سلیزیا سفلی)
گولیوو (به لاتین: Golejów) یک روستا در لهستان است که در گمینا لوبومیژ واقع شده‌است.